# Jerry Lee Lewis (1979)
Albums de Jerry Lee Lewis
Jerry Lee Lewis Keeps on Rockin'
(1978) When Two Worlds Collide
(1980)
Jerry Lee Lewis est un album de Jerry Lee Lewis, également appelé Jerry Lee Lewis [1979], enregistré sous le label Elektra Records et sorti en 1979.

## Liste des chansons
1. Don't Let Go (Jesse Stone)
2. Rita May (Bob Dylan/Jacques Levy (en))
3. Every Day I Have to Cry (Arthur Alexander)
4. I Like It Like That
5. No 1 Lovin' Man
6. Rockin' My Life Away (Mack Vickery)
7. Who Will the Next Fool Be (Charlie Rich)
8. You've Got Personality
9. I Wish I Was Eighteen Again (Sonny Throckmorton)
10. Rocking Little Angel (Foster/Rice)

## Source de la traduction
- (en) Cet article est partiellement ou en totalité issu de l’article de Wikipédia en anglais intitulé « Jerry Lee Lewis (Elektra album) » (voir la liste des auteurs).